# نیو ریور (آریزونا)
نیو ریور (به انگلیسی: New River) یک منطقهٔ مسکونی در ایالات متحده آمریکا است که در شهرستان مریکوپا، آریزونا واقع شده‌است. نیو ریور ۱۴۵٫۲۹ کیلومتر مربع مساحت و ۱۴٬۹۵۲ نفر جمعیت دارد و ۶۱۴ متر بالاتر از سطح دریا واقع شده‌است.